# Campeonato Mundial de Snowboard de 2017 - Snowboard cross equipe feminino
A prova do snowboard cross equipe feminino do Campeonato Mundial de Snowboard de 2017 foi disputada no dia 13 de março  em Serra Nevada na Espanha. 12 atletas de 5 nacionalidades participaram do evento.

## Medalhistas
| Ouro                                           | Prata                                   | Bronze                                            |
| França · Nelly Moenne Loccoz · Chloe Trespeuch | França · Manon Petit · Charlotte Bankes | Estados Unidos · Lindsey Jacobellis · Faye Gulini |

## Fase eliminatória
A seguir estão os resultados das eliminatórias. 

### Semifinal
Bateria 1
| Posição | Bib | Nome                                | Nacionalidade  | Notas |
| ------- | --- | ----------------------------------- | -------------- | ----- |
| 1       | 1   | Nelly Moenne Loccoz Chloe Trespeuch | França         | Q     |
| 2       | 3   | Lindsey Jacobellis Faye Gulini      | Estados Unidos | Q     |
| DNS     | 6   | Zoe Gillings-Brier Maisie Potter    | Grã-Bretanha   |       |

Bateria 1
| Posição | Bib | Nome                            | Nacionalidade | Notas |
| ------- | --- | ------------------------------- | ------------- | ----- |
| 1       | 2   | Raffaella Brutto Michela Moioli | Itália        | Q     |
| 2       | 5   | Manon Petit Charlotte Bankes    | França        | Q     |
| 3       | 4   | Eva Samkova Vendula Hopjakova   | Chéquia       |       |

### Final
| Posição           | Bib | Nome                                | Nacionalidade  | Notas |
| ----------------- | --- | ----------------------------------- | -------------- | ----- |
| Medalha de ouro   | 1   | Nelly Moenne Loccoz Chloe Trespeuch | França         |       |
| Medalha de prata  | 5   | Manon Petit Charlotte Bankes        | França         |       |
| Medalha de bronze | 3   | Lindsey Jacobellis Faye Gulini      | Estados Unidos |       |
| 4                 | 2   | Raffaella Brutto Michela Moioli     | Itália         |       |

Legenda
| Recorde mundial       | Recorde mundial (World record)               |                       | Recorde africano                      | Recorde africano (African) |                                           | Q | Classificado por posição (Qualified) |
| Recorde do campeonato | Recorde do campeonato (Championship record)  | Recorde da América    | Recorde da América (Americas)         | q                          | Classificado por melhor tempo (Qualified) |   |                                      |
| Melhor marca do ano   | Melhor marca do ano (World leading)          | Recorde asiático      | Recorde asiático (Asian)              | DNS                        | Não largou (Did not start)                |   |                                      |
| Recorde nacional      | Recorde nacional (National record)           | Recorde europeu       | Recorde europeu (European)            | DNF                        | Não terminou (Did not finish)             |   |                                      |
| Recorde pessoal       | Recorde pessoal do atleta (Personal best)    | Recorde da Oceania    | Recorde da Oceania (Oceania)          | DSQ / DQ                   | Desclassificado (Disqualified)            |   |                                      |
| Recorde da temporada  | Recorde da temporada do atleta (Season best) | Recorde sul-americano | Recorde sul-americano (South America) | NM                         | Sem marca (No mark)                       |   |                                      |